# Архиепархия Багдада (халдеокатолическая)
Архиепархия Багдада (лат. Archidioecesis Babylonensis Chaldaeorum) — архиепархия Халдейской католической церкви с центром в городе Багдад, Ирак. Архиепархия Багдада является собственной епархией Патриарха Вавилона Халдейского, которым в настоящее время является Луис Рафаэль I Сако. В архиепархию Багдада входят епархии Алькуш, Амадия, Акра, Сулеймания и Заху. Численность верующих архиепархии Багдада Халдейской католической церкви составляет около 140 тысяч человек.

## История
Вавилон со второго века н. э. был кафедрой Патриарха несторианской церкви. В 1830 году после раскола в несторианской церкви возникла Халдейская католическая церковь, которая приняла общение с латинским Римом. Патриарх этой церкви по традиции принял титул Патриарха Вавилона Халдейского. В 1896 году Халдейская католическая церковь была крайне малочисленна. Численность верующих этой церкви насчитывала около трёх тысяч человек. С 1913 года начался массовый переход несторианских христиан в католицизм. До 1958 года кафедра багдадской архиепархии Халдейской католической церкви находилась в Мосуле.
17 января 1954 года архиепархия Багдада уступила часть своей территории новой архиепархии Басры. В 1954 году патриарх Иосиф VII Ганима перенёс кафедру патриархата Вавилона Халдейского из Мосула в Багдад, и архиепархия Багдада стала собственной архиепархией патриарха. 24 октября 1960 года багдадская архиепархия уступила часть своей территории новым епархиям: епархии Алькаша и архиепархии Мосула.

## Ординарии архиепархии
- архиепископ Yukhannan VIII Hormizd (5.07.1830 — 14.08.1838);
- архиепископ Nikholas Eshaya (25.09.1838 — май 1847);
- архиепископ Иосиф VI Аудо (11.09.1848 — 14.03.1878);
- архиепископ Илья Абулйонан (26.07.1878 — 27.06.1894);
- архиепископ Абдишо V Хайят (28.10.1894 — 6.11.1899);
- архиепископ Иосиф VI Эммануэль II Томас (9.07.1900 — 21.07.1947);
- архиепископ Иосиф VII Ганима 17.09.1947 — 8.07.1958);
- архиепископ Павел II Хейхо (13.12.1958 — 13.04.1989);
- архиепископ Рафаэль I Бидавид (21.05.1989 — 7.07.2003);
- кардинал Эммануэль III Делли (3.12.2003 — 19.12.2012);
- кардинал Луис Рафаэль I Сако (1.02.2013 — по настоящее время).

## Источник
- Annuario Pontificio, Libreria Editrice Vaticana, Città del Vaticano, 2003, ISBN 88-209-7422-3
- Tfinkdji, L’Eglise chaldéenne autrefois et aujourd’hui, in A. Battandier, Annuaire Pontifical Catholique, XVII, 1914, стр. 476—478, 485
- J.-B. Chabot, Etat religieux des diocèses formant le Patriarcat chaldéen de Babylone au 1er janvier 1896, in Revue de l’Orient Chrétien I, 1896, стр. 435—436, 453